# マシュー・ジョージ・イーストン
マシュー・ジョージ・イーストン（Matthew George Easton、1823年6月3日 – 1894年1月5日、ないし、2月27日）は、スコットランドの長老派教会の説教者、著作家。最もよく知られている著作は、死後3年が経ってから出版された『イーストン聖書辞典 (Easton's Bible Dictionary)』（1897年）である。その他にも、フランツ・デリッチの著作である注釈書2点の英語への翻訳などが業績としてある。
イーストンは、グラスゴー大学に学び、1843年に修士 (MA)、1874年に名誉神学博士 (DD) となった。
イーストンは、サウス・エアシャーのガーバンやイースト・エアシャーのダーベルで、スコットランド国教会の教区教会の牧師を務め、後にはダーベルの自由教会の牧師となった。 また、禁酒運動への参画によっても知られていた。
イーストンは、1893年に没した妻メアリ・ヘザリントン・イーストン (Mary Heatherington Easton) とともに、ダーベル旧墓地 (Darvel Old Cemetery) に埋葬された。